# Ладыженский, Геннадий Александрович
Генна́дий Алекса́ндрович Лады́женский (1852—1916) — русский живописец-пейзажист, академик Императорской академии художеств.

## Биография
Родился в семье волостного писаря Александра Никаноровича Ладыженского и Екатерины Мефодьевны Невзоровой.
Учился в Императорской Академии художеств по разряду архитектуры с 1870 года. В 1872 готовил чертежи и акварельные виды церквей XVI века в Ярославле, Костроме и Нижнем Новгороде. Позже был учеником профессора М. К. Клодта по пейзажной живописи. Большую роль в становлении Ладыженского как художника сыграли также И. И. Шишкин, И. Н. Крамской и К. К. Костанди.
В 1879 году получил звание художника 2-й степени. Преподавал в рисовальной школе одесского общества изящных искусств. Работал как масляными красками, так и акварелью. Из его картин можно выделить: «Железнодорожный мост на р. Марице, занятый авангардом действующей армии 4 января 1878 г.», «Барбошский мост и станция на р. Серрет, занятые 29-м драгунским полком в день объявления войны с турками, в 1877 г.», «1899 год. Хаджибей» (находится в Одесском художественном музее), «Отава в степи», «Рыболовы» (находится в Третьяковской галерее), «Куры» (там же), «В Петербурге» (там же) и «Ранняя весна».
В 1891 году Александр III своим указом наградил его орденом Святого Станислава третьей степени, а в 1896 году Николай II награждает его орденом Святого Станислава второй степени.
Создал сотни картин, воспитал десятки учеников, среди которых Б. И. Анисфельд, Ю. Р. Бершадский, П. А. Нилус, А. А. Шовкуненко, И. Н. Шульга и многие другие.

## Собственная коллекция
За время жизни собрал богатую коллекцию западноевропейской живописи и антиквариата. Вернувшись в 1914 году в Кологрив, он завещал её городу. Коллекция стала основой для открывшегося после революции Кологривского краеведческого музея.

## Память
- В 2003 году, к 150-летию Г. А. Ладыженского, Кологривскому краеведческому музею было присвоено имя художника.
- В восточной части города Кологрив существует улица Ладыженского.
- 25 декабря 2012 года на открытии выставки картин Геннадия Александровича Ладыженского в Романовском музее был представлен проект памятника художнику, который должен появиться на его родине — в Кологриве, напротив Кологривского краеведческого музея[6][7][8].

## Галерея работ
- «Хаджибей»
1899 год, холст, масло — Одесский художественный музей
- «Куры»
холст, масло — Государственная Третьяковская галерея
- «Кологрив» (1915)